# Зеленяр оливковий
Зеленя́р оливковий (Sphenopsis frontalis) — вид горобцеподібних птахів родини саякових (Thraupidae). Мешкає в Андах.

## Підвиди
Виділяють п'ять підвидів:
- S. f. ignobilis Sclater, PL, 1862 — Кордильєра-де-Мерида (західна Венесуела);
- S. f. flavidorsalis (Phelps & Phelps Jr, 1953) — Сьєрра-де-Періха (північно-західна Венесуела);
- S. f. hanieli (Hellmayr & Seilern, 1914) — Прибережний хребет (північна Венесуела, від Арагуа до Міранди);
- S. f. iterata (Chapman, 1925) — Прибережний хребет (північно-східна Венесуела, від Монагаса до Сукре);
- S. f. frontalis (Tschudi, 1844) — Анди в Колумбії, Еквадорі і Перу (на південь до Куско).

## Поширення і екологія
Оливкові зеленярі мешкають у Венесуелі, Колумбії, Еквадорі і Перу. Вони живуть в нижньому ярусі вологих гірських тропічних лісів. Зустрічаються на висоті від 1300 до 2900 м над рівнем моря.